# Langenthal (Szwajcaria)
Langenthal (gsw. Langetau, Langetu, Langete) – miasto i gmina (niem. Einwohnergemeinde) w Szwajcarii, w kantonie Berno, w regionie administracyjnym Emmental-Oberaargau, w okręgu Oberaargau. 1 stycznia 2010 do miasta przyłączono gminę Untersteckholz, a 1 stycznia 2021 gminę Obersteckholz.

## Demografia
W Langenthal mieszka 15 838 osób. W 2020 roku 23,5% populacji gminy stanowiły osoby urodzone poza Szwajcarią.

## Transport
Przez teren gminy przebiegają drogi główne: nr 1, nr 240, nr 241, nr 244 i nr 255.

## Współpraca
Miejscowości partnerskie:
- Brig-Glis, Valais
- Neviano, Włochy